# 釣魚臺
25°44′33″N 123°28′17″E / 25.74250°N 123.47139°E
，又被稱為釣魚嶼、釣魚山、釣嶼、釣台或者是釣魚台島，在日本則稱呼為魚釣島（日语：／ Uotsuri-shima），琉球語稱為魚國島（ Yukunjima），八重山語稱為魚叉島（ Īgunjima），是位於中國大陸正東側東海大陸棚以東的臺灣-宍道褶曲帶南端、臺灣東北外海處沖繩海槽西側的一座荒島。但就地質結構而言各方則有不同的解釋，中華人民共和國與中華民國認為釣魚臺是臺灣本島附屬島嶼東北諸島島鏈的其中一部分，而日本則認為釣魚臺作為沖繩縣南西諸島所組成的部分。而中文「釣魚臺」一詞的由來，則是過去的人們認為島嶼周遭有大量魚群居住而命名。釣魚臺是整個釣魚台列嶼當中最大的島嶼，整個島礁面積約4.3838平方公里，而周圍的海域面積大約為17萬平方公里。
1945年第二次世界大戰結束後，琉球群島便開始列入由美國領導的琉球列島美國民政府實際統治著。1968年時，在經過探測後認為釣魚臺及附近島嶼的周遭海域可能蘊藏有石油。而在1971年美國與日本所簽屬的《歸還沖繩協定》中，決定將在1972年時將琉球群島的管理權移交給日本新成立的沖繩縣進行管轄。然而在這之後中華人民共和國與中華民國開始就釣魚臺以及周遭島嶼與日本產生領土糾紛，其中兩岸政府認為中國早在14世紀便發現並且管理釣魚台等島嶼，一直到1895年4月簽訂《馬關條約》後才將釣魚臺隨臺灣割讓給日本政府，故日本政府應在接受《波茨坦公告》和《開羅宣言》後將釣魚臺歸還中國。另一方面，日本的官方立場則是認為日本政府自1885年起對島嶼進行勘察，並在1895年1月確認島嶼為荒島後以無主地先佔法理編入沖繩縣進行管轄，因此釣魚臺等島嶼並不包含在1895年4月簽訂之《馬關條約》所割讓的臺灣附屬島嶼中。
釣魚臺主權的爭議成為今日中日關係與台日關係重要的議題之一，對此日本堅持主張釣魚臺以及其周遭黃尾嶼等島嶼皆為沖繩縣石垣市所管轄，並且不承認中華人民共和國與中華民國所提出的領土爭議。而儘管中華人民共和國與中華民國至今仍然處於複雜的關係，但雙方政府皆认为釣魚臺是臺灣的附屬島嶼之一，並且由宜蘭縣頭城鎮負責管理。
2020年6月11日，宜蘭縣議會表決通過將釣魚臺改名為頭城釣魚臺。6月22日，日本沖繩縣石垣市議會表決通過將釣魚臺的轄區從「登野城」變更為「登野城尖閣」，並於10月1日施行。

## 歷史

### 早期紀錄

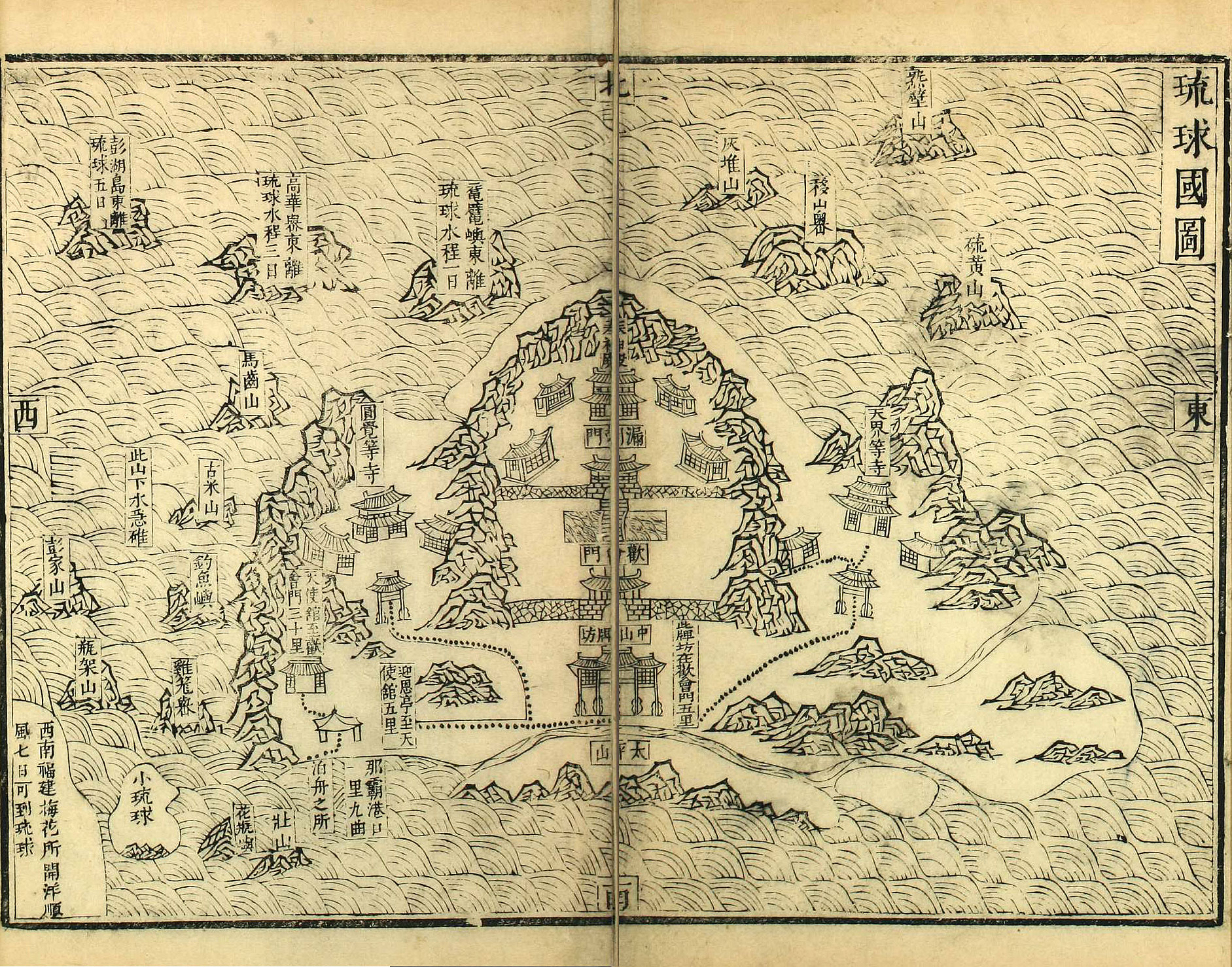
鄭若曾在16世紀編撰的《琉球圖說》中〈琉球國圖〉部分，本島左方可見「釣魚嶼」字樣。

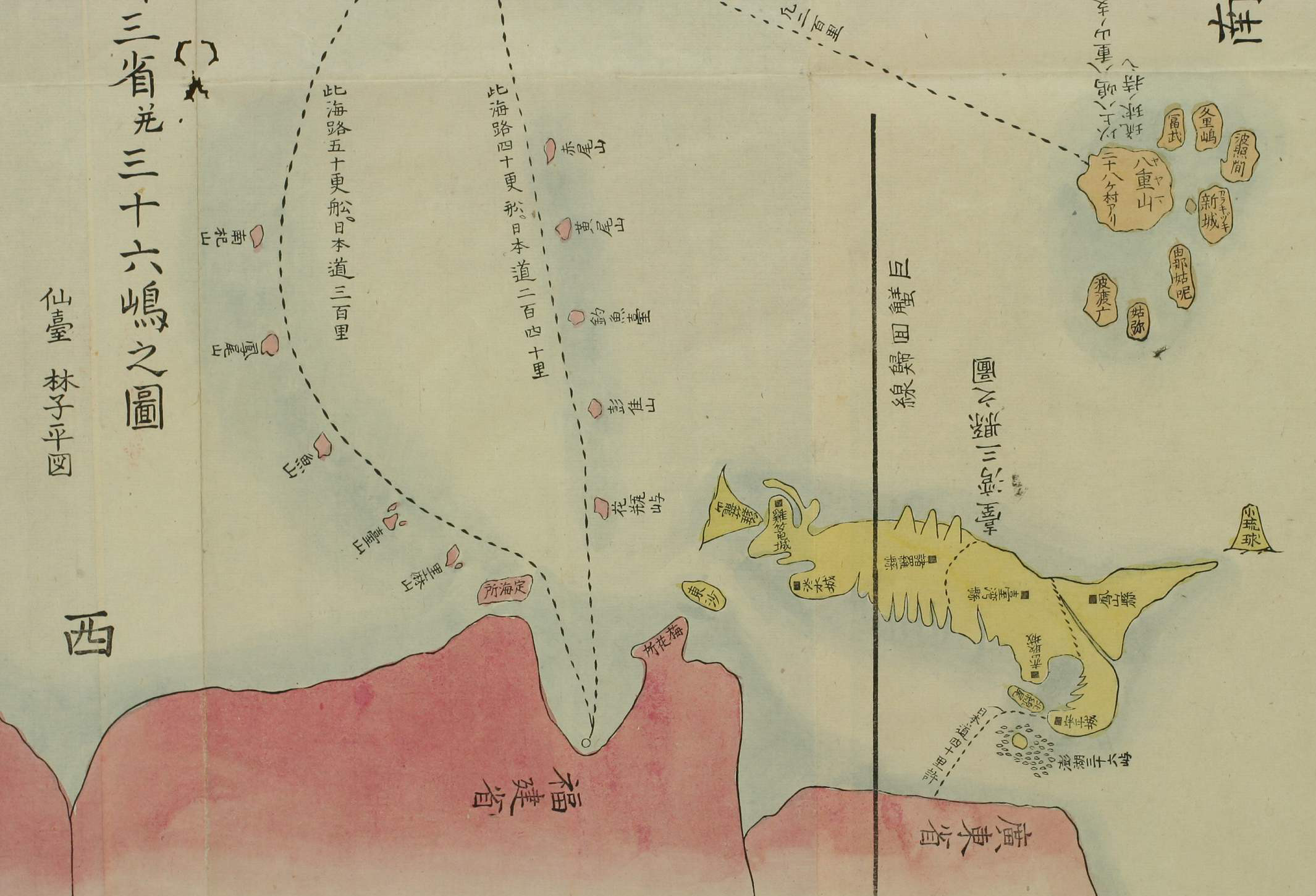
林子平所撰寫的《三國通覽圖說》之《琉球國全圖》中顯示福建省前往琉球中山南北2條海路路線，而其南路便標示有花瓶嶼、彭佳山、釣魚臺、黃尾山、赤尾山等島。

「釣魚臺」一詞的由來，是過去人們認為島嶼周遭有大量魚群居住而命名。儘管許多史書上曾記錄琉球與中國間的使者往返，但並沒有明文紀載曾經經過或發現釣魚臺列嶼，或是使用這條航線的記錄。在相關歷史文獻的記載中，現有關釣魚臺的描述最早出現在1534年，當時派遣至琉球國擔任冊封使的陳侃，在其著作《使琉球錄》中提及當時隨行的閩人（福建人）船員不諳前往琉球國的海道，故琉球國派遣一名琉球人擔任看針通事，帶領三十名琉球船員代替福建船員駕舟導航，途中便曾以「釣魚嶼」記錄釣魚臺，而這些包括釣魚嶼在內的相關航程記錄也被視為以琉球人發展的航行針路為基礎，在航程中經琉球人沿途講解後由陳侃逐一記錄而成。除此之外，許多船工使用的海道針經在紀錄從福建福州往返琉球的航道上，也記錄了釣魚台的方位，這包括有在明朝時期所編寫的《順風相送》、《籌海圖編》等文獻。而在海圖部分，包括《籌海圖編》的《沿海山沙圖》以及《武備志》的《福建沿海山沙圖》中，都在其上描繪出釣魚臺的位置。發展至清朝，中國也留下許多與釣魚臺相關的文獻紀錄，包括有《使琉球雜錄》、《使琉球記》、《中山傳信錄》、《臺海使槎錄》等文獻。清朝初年主要採用琉球王國《指南廣義》的針法航行，而在琉球朝貢使與中國冊封使慣用航道上，釣魚臺被當成是航行座標之一，特別是由福州往琉球的航路。日本方面，居住於仙台的平民評論家林子平在1786年所撰寫的《三國通覽圖說》描述有關琉球國的部分也曾出現「釣魚臺」的用法。
後來中華人民共和國與中華民國都援引這些明朝和清朝的文獻，主張釣魚臺自從過去即為中國領土，但這一文獻解讀方式也產生許多討論。其中支持這一文獻觀點者主張，中國自明朝開始便把釣魚臺視為和琉球國的邊境分界，而發展至清朝以後撰寫的文獻亦將釣魚臺列嶼列入中國境內。在過去明朝與清朝政府便將釣魚臺等島嶼視為琉球冊封使前往琉球的重要地標，並且把臺灣以及視為臺灣附屬島嶼的釣魚臺、黃尾嶼與赤尾嶼等島嶼列入福建海防區域。另外在清朝期間，除了浙江、福建以及臺灣漁民將釣魚台附近海域作為魚場外，新華社報導稱中國政府也曾經在釣魚臺列嶼興建小型港口，並且多次進行實地考察或者是於附近海域巡航。然而不同論點則指出中國人從未在釣魚臺列嶼上定居、駐軍或者維持常規巡邏，並認為中國在明朝和清朝時期實際上並未將釣魚台列嶼視為領土一部分；如《籌海圖編》和《大明一統志》記述的中國海防範圍便沒有將釣魚臺列嶼列在界內，認為當時釣魚台列嶼長期屬於無主地狀態。
在1751年，法國宋君榮神父（Antoine Gaubil）將《琉球志》節譯成法文，由北京寄往巴黎發表。因當時在薩摩藩支配下的琉球跟隨幕府施行禁教令，西方傳教士無法入境琉球獲得當地島名等資訊，故琉球全土均使用中文拼音標記，如八重山亦譯作「Pa-tchon-chan」，而書中的〈琉球諸島圖〉同樣以中文拼音「Tiao-yu-su」記載了釣魚嶼（即今釣魚台）的名字。1787年，法國航海家拉彼魯茲到達釣魚台，進行探勘和地形測繪，並在其所著《拉彼魯茲航海錄》中將釣魚台列為琉球國領土。1804年，德國製圖大師施蒂勒參考拉彼魯茲的探勘成果，在所繪的世界圖冊中將釣魚嶼（Ta-yo-uei）劃入琉球國界，此後在1868年的新版本亦同樣將釣魚嶼劃入琉球國界中。
英國方面，皇家海軍軍官愛德華·卑路乍在1845年3月搭乘三寶壟號調查時，將釣魚臺以英語命名為「Pinnacle Islands」（尖頂群島），他亦登陸釣魚臺島上觀察島嶼地理環境以及測量經度、緯度與標高等資料，而在這過程中除了發現船艦殘骸外並沒有人類居住的痕跡。1848年，卑路乍的紀錄被重新編寫成書籍並且在英國出版後，「Pinnacle Islands」這一詞便於英國社會逐漸傳開。到了1870年代，英國海軍也開始以「Pinnacle Islands」來形容釣魚臺或者是整個釣魚台列嶼。1887年在英國倫敦出版的世界地理圖冊（Stanford's London atlas of Universal Geography）中，則將釣魚臺劃於琉球國界內。

### 日本統治

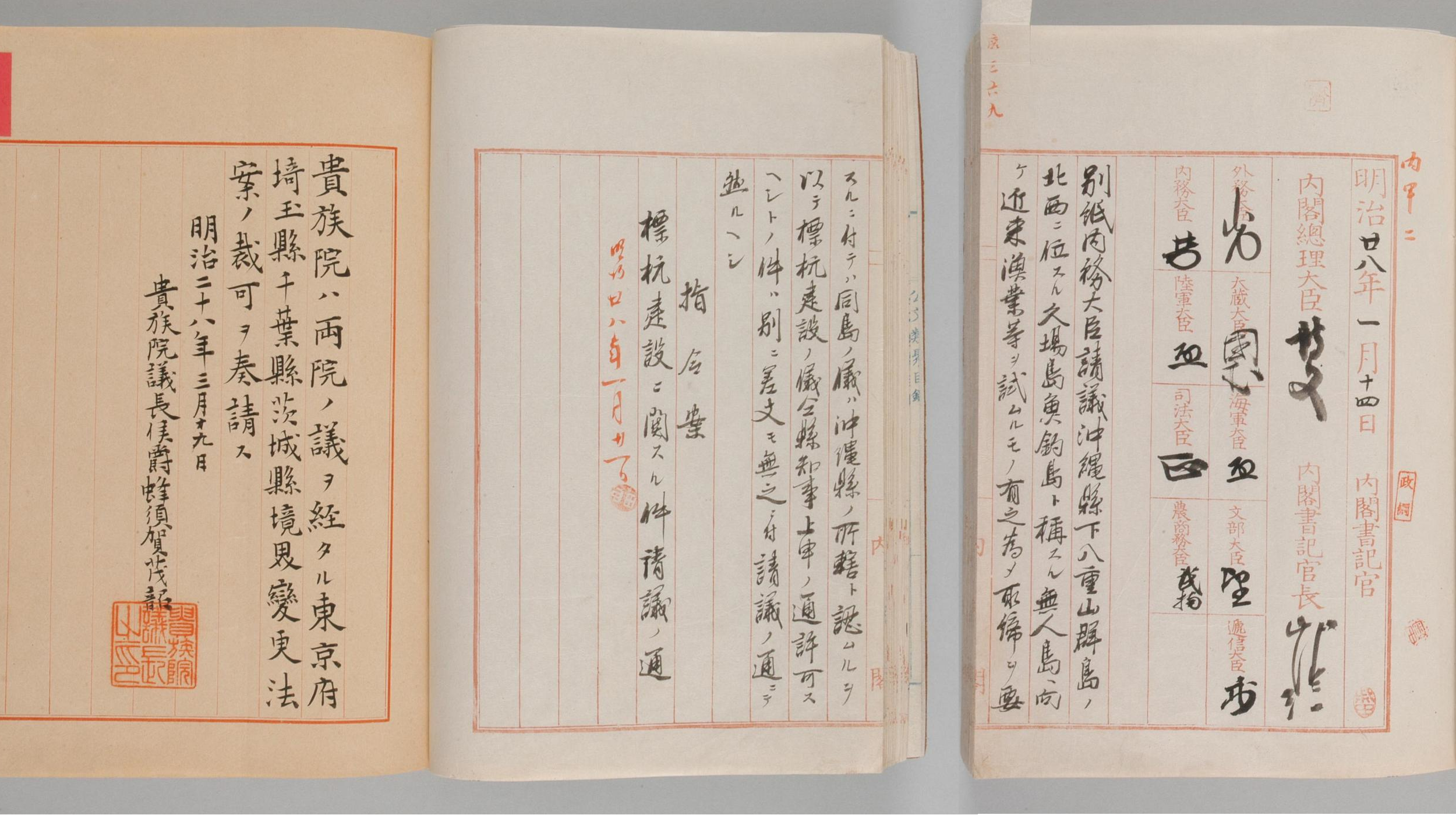
1895年1月14日日本政府將釣魚台編入沖繩縣的內閣決議紀錄。

日本政府經沖繩縣政府多次實地考察後，認定釣魚台列嶼為無人島且未有受清朝或其他國家統治的痕跡，遂於1895年1月14日通過非公開的內閣會議將釣魚臺與周遭島嶼以無主土地先占之規則納入領土範圍，劃入沖繩縣內，並於翌年編入八重山郡管理。同年4月17日，甲午戰爭中戰敗的大清帝國和大日本帝國簽訂《馬關條約》，清政府被迫割讓福建臺灣省含轄區內島嶼給與日本。

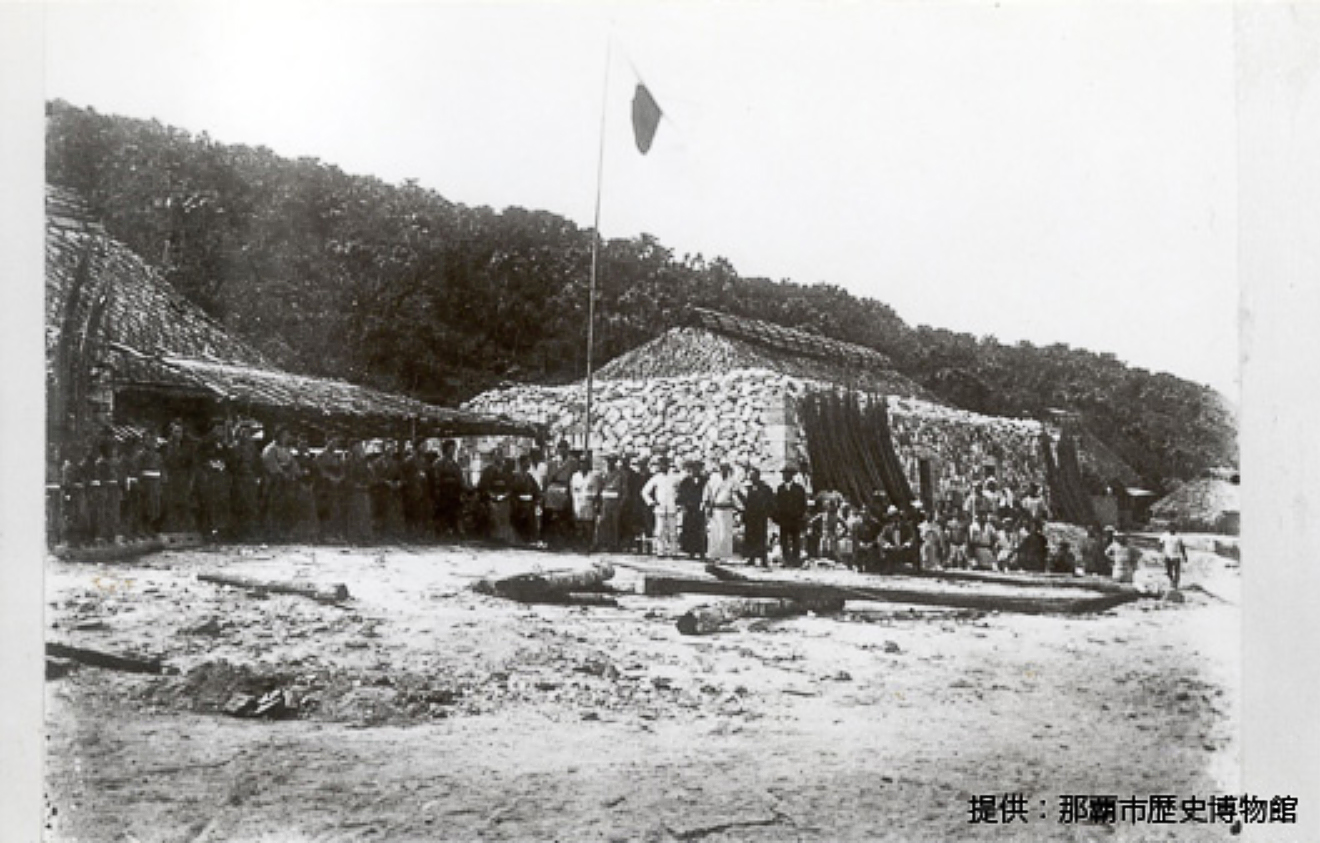
1910年時，於釣魚臺鰹魚魚肉加工廠工作的員工。

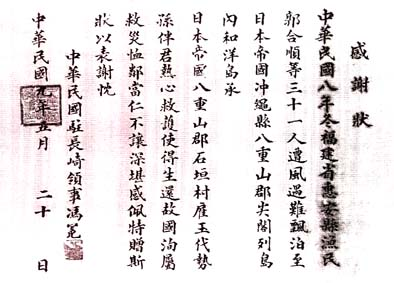
1919年一批福建漁民在釣魚島擱淺，得到日本人古賀善次、玉代勢孫伴等營救，翌年中國駐長崎總領事馮冕向古賀、玉代勢等等發出感謝狀，當中注明「日本帝國沖繩縣八重山郡尖閣列島内和洋島 (Note: 「和洋島」指釣魚台，為官員由「和平島」（釣魚台別稱）誤寫而致。)」。

1896年，日本實業家古賀辰四郎向日本政府免費租借釣魚臺、黃尾嶼、北小島和南小島，並且雙方同意在租借30年後改以付費出借土地的方式繼續運作，隨後古賀辰四郎便從日本運來器材將釣魚臺等島嶼以從事家屋建設與船場設置等開拓事業。古賀將釣魚臺西海岸劃成為鰹魚魚肉加工成為柴魚片的處理廠，並且以打碎的珊瑚礁礁石建造了簡易的港口。釣魚臺最終在鼎盛時期共計有99戶、247人生活在島嶼上，而古賀辰四郎也因為其於養殖業等產業的功績而在1909年時獲得日本政府頒受藍綬褒章。1918年古賀辰四郎逝世以後，有關企業的經營便轉而由他的兒子古賀善次進行管理。1919年時在釣魚臺上生活的居民協助營救於擱淺遇難的中國漁船船員，為此中華民國駐長崎的領事特別代表中國政府致贈感謝狀給古賀善次等7個人。1926年9月，免費租借期滿，日本政府開始向古賀善次收取土地使用費。1930年，古賀善次向政府表示希望私有化島嶼，沖繩營林署就此對各島嶼進行地質檢查，並查定釣魚台、南小島、北小島和黃尾嶼的土地價值為3148.87日圓。1932年5月20日，古賀善次將賺取到的利潤拿來購買釣魚臺和黃尾嶼，同一年還付費購買了包括北小島和南小島等土地。但是在1940年時隨著島上的事業面臨困境而結束營運後，釣魚臺上的居民逐一搬離島上，最後在太平洋戰爭結束前便已經成為一座荒島。
1945年7月，日本2艘搭載著平民準備從石垣島撤離到臺灣的船艦被美军轰炸机击沉，絕大多數倖存者漂流到釣魚臺島上勉強生存下來，最後整起事件總共造成80人死亡，史稱尖閣諸島戰時遇難事件，成為除了對馬丸以外少數沖繩縣出發的撤離船遭到盟軍擊沉的案例。1945年日本宣布投降後第二次世界大戰正式宣告結束，隨後自1946年2月2日開始日本北緯30度以下的領土便轉由美國政府實施軍事統治。而在1952年4月28日《舊金山和約》正式生效以後，釣魚臺以及周遭島嶼依照和約第三條則改歸為琉球政府進行管理，並且開始向古賀善次簽訂租賃契約以及徵收土地稅與所得稅。

### 託管結束後

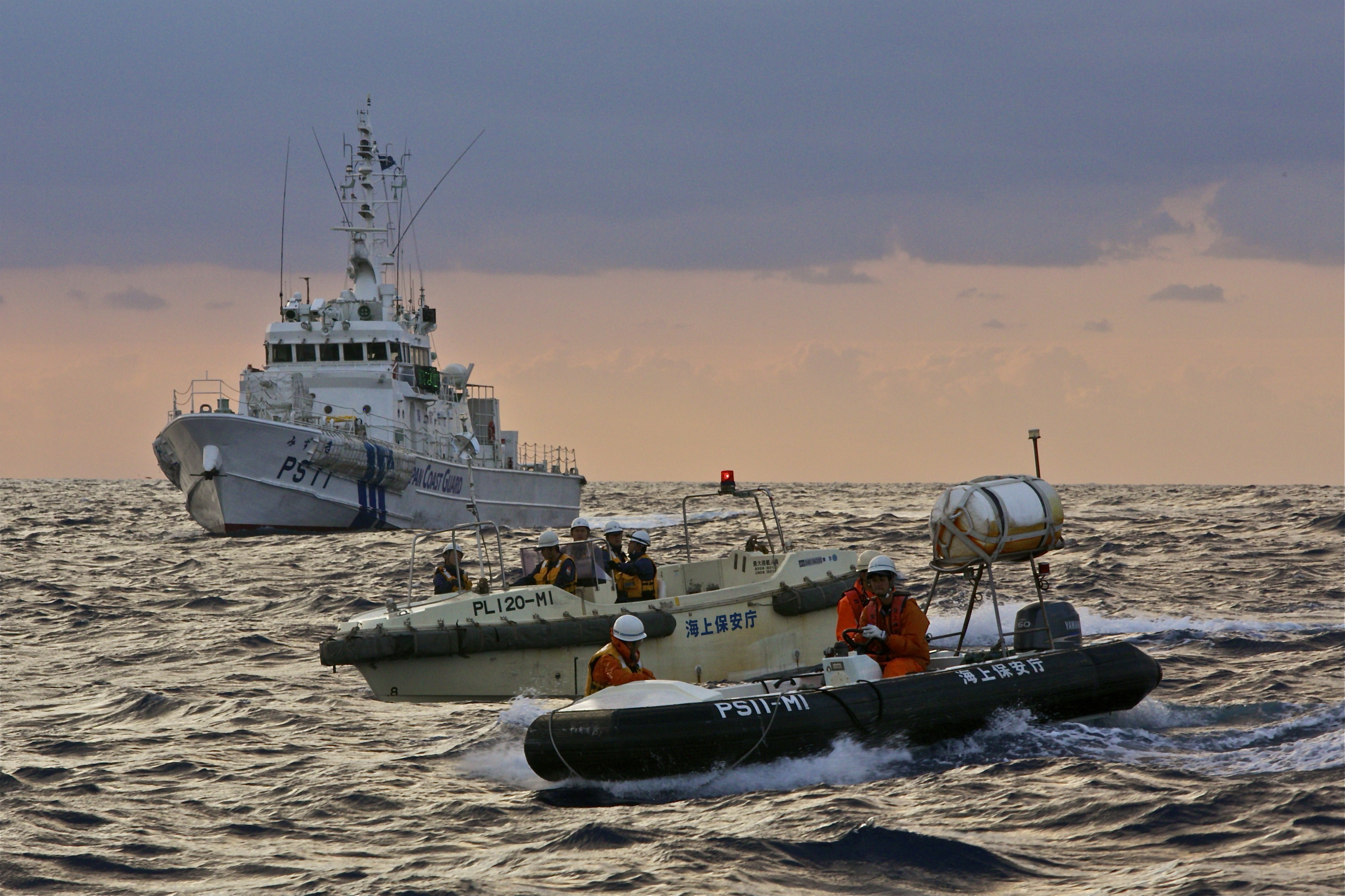
在釣魚臺附近海域巡航的日本海上保安廳巡邏艇。

1969年5月時，聯合國亞洲及太平洋經濟社會委員會在經過探測後後認為釣魚臺及附近島嶼的周遭海域擁有潛在的石油和天然氣儲存量，同一年琉球政府則在釣魚臺上為撤離船船難者建造紀念碑。1970年7月時，琉球政府開始於釣魚臺、黃尾嶼、赤尾嶼、北小島和南小島架設禁止登陸的警告牌。到了1971年時美國參議院則通過了《歸還沖繩協定》，並且在1972年5月15日連同琉球群島以及釣魚臺列嶼的管理權都移交給日本政府，並且交由重新成立的沖繩縣負責管轄。與此同時在1970年代時，古賀善次的妻子花子和他的兒子則陸續將南小島、北小島和釣魚臺等島嶼賣給居住在埼玉縣的栗原弘行一家。但是從1972年開始，中華人民共和國與中華民國接續正式宣布釣魚臺為自身所擁有的領土，並且抗議美國將釣魚臺列嶼的行政權移交給日本政府；對此日本政府則認為自從1895年開始便已經開始進行實際統治，並且作為應對開始將整個釣魚臺列嶼改名為「尖閣諸島」。
1978年8月12日，在日本右翼團體日本青年社的支持下於釣魚臺架構第一座燈塔。而海上保安廳也在1979年5月17日時修築臨時直升機場，但不久之後便將其拆除。此外在同一年時，在日本政府允許下50多名學者、政府官員、地方負責人以及栗原弘行前往調查釣魚臺列嶼，並且將駐紮基地安排在釣魚臺上。在這長達4個星期的考察行程中學者針對釣魚臺當地的生態系統進行調查，除了研究當地野生動植物以及周圍海洋生物生態外，同時也推估釣魚臺等島嶼是否適合人類居住。
1988年日本青年社以慶祝第一座燈塔營運10週年為由，再度申請要求在釣魚臺島上建造新型並符合《航路標誌法》的燈塔；在經政府通過後最終於1996年完成第二座燈塔結構，同一年日本政府也在航海圖上標記有釣魚臺燈塔。在1997年5月6日時，新進黨眾議院議員西村真悟登上釣魚臺，成為第一個前往釣魚臺視察的國會議員。2000年4月20日，日本青年社於釣魚臺島上創設了尖閣神社。

### 進入21世紀以來的爭端事件

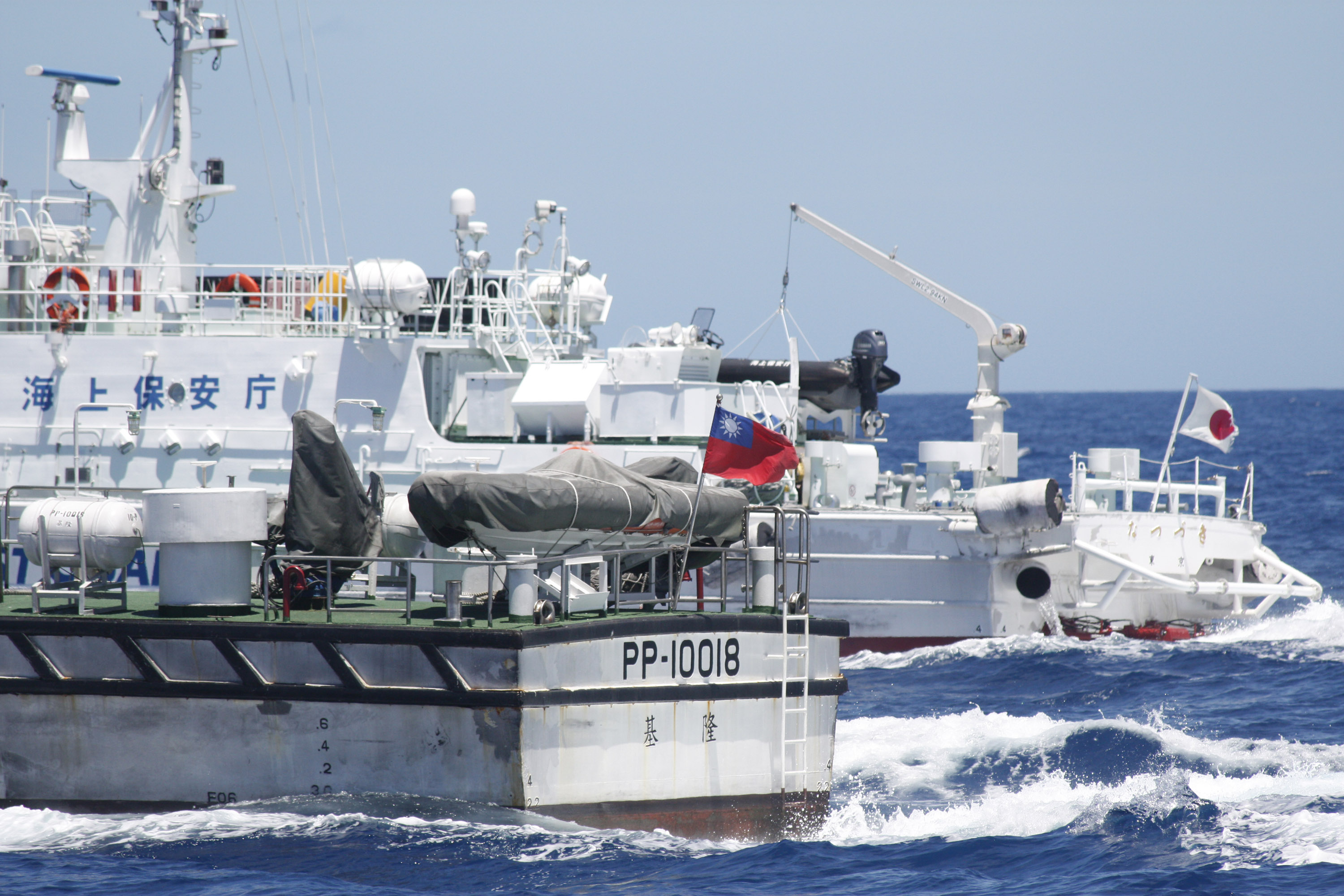
2012年7月4日，中華民國行政院海岸巡防署和日本海上保安廳的船隻在釣魚臺附近海域對峙。

2002年4月1日，日本總務省在維持島嶼平穩安定的管理目的下，開始向島嶼所有人租借釣魚台、南小島和北小島三島，租金為每年24,507,600日圓，並按島嶼所有人意向禁止政府以外的人員未經許可登上島嶼，而日本政府在對島嶼執行國有化後仍沿用此方針。
2004年3月24日，馮錦華、張立昆等中华人民共和国保釣運動運動人士登陸釣魚臺以宣示主權。但是隨即被沖繩縣警方以違反《出入國管理及難民認定法》為由逮捕，之後全部保釣人士透過入國管理局而強制遣返回中华人民共和国。2005年2月日本青年社將燈塔的管理權移交給海上保安廳，並且將釣魚台燈塔列入航海圖之中。2010年12月17日，石垣市宣布將1月14日訂定為尖閣諸島開拓日，以紀念日本政府於1895年1月14日時將釣魚臺以及周圍島嶼編入日本領土，而這項舉動則引起了中华人民共和国政府的譴責。根據統計在2002年到2012年期間，日本總務省每年花費2,112萬日圓向栗原弘行持續承租釣魚臺的土地使用權。
2012年1月3日，四名石垣市議會議員日本會議乘坐漁船到釣魚台海域後被海上保安廳人員上船檢查，其後四人換乘橡皮艇從釣魚臺西南端登陸，並在島上逗留約兩小時後離去。同年稍後時間，時任東京都知事石原慎太郎代表東京都政府與島嶼所有人栗原弘行一家商談有關購買釣魚臺、南小島以及北小島一事，並初步達成共識；首相野田佳彥其後在7月亦表明有意購入三島。對此在7月，世界華人保釣聯盟舉行了一次保釣行動。8月15日時，香港5名保釣運動人士登陸釣魚臺宣示主權。隨後作為回應日本方面則是在8月19日時，由8名參與為守護日本領土而行動之議員聯盟的國會議員與地方議員、和150名加油日本！全國行動委員會成員組成的隊伍選擇在釣魚臺周遭海域舉行悼念儀式，同時5名地方議員與5名活動人士在未經許可的情況下游泳登陸釣魚臺，隨後在釣魚臺上張掛日本國旗1小時又30分鐘。
2012年9月11日，日本行政機關以20億5千萬日圓的價格向栗原家族購買釣魚臺、南小島以及北小島，同日完成所有權轉移登記，對島嶼實施國有化，引起中國對於釣魚臺列嶼議題的嚴重反彈。2014年9月18日，中华人民共和国福建省霞浦縣人民法院針對發生於釣魚臺附近海域的一起民事案件作出裁决，對此中华人民共和国的中國國際法學會常務理事管建強表示這證明中華人民共和國對於釣魚臺有實際管轄，而非日本單方面的管理。
2012年9月24日，為抗議日本將釣魚臺國有化，由中華民國宜蘭縣蘇澳及頭城漁民組織「釣魚臺護漁委員會」，發起「為生存、護漁權」行動（925臺灣保釣行動）。9月24日下午3時集結78艘蘇澳、頭城漁船，從南方澳漁港出發前往釣魚臺列嶼，9月25日抵達釣魚臺一帶海域。此行動為歷年最大規模的台灣民間保釣行動，共58艘漁船、292位漁民參與，海巡署亦協同出動12艘艦艇全程護航。台灣方面的船艇到達釣魚臺海域時，與日本海上保安廳派出的34艘艦艇、定翼機對峙，雙方船艦還動用水砲互相驅離，最後台灣漁船與海巡署艦艇突破日本海上保安廳船艦包圍網，台灣漁船及海巡署艦艇距離釣魚臺本島時最近僅2.1浬，是2000年代以來台灣船隻距離釣魚臺最近的一次保釣行動。隔年的4月10日，台日雙方簽署臺日漁業協議。
2012年至今，中华人民共和国海警船隻始终在钓鱼岛列岛的领海和毗邻区内巡航执法與日本海上保安廳相對峙。

## 地理

### 地質結構

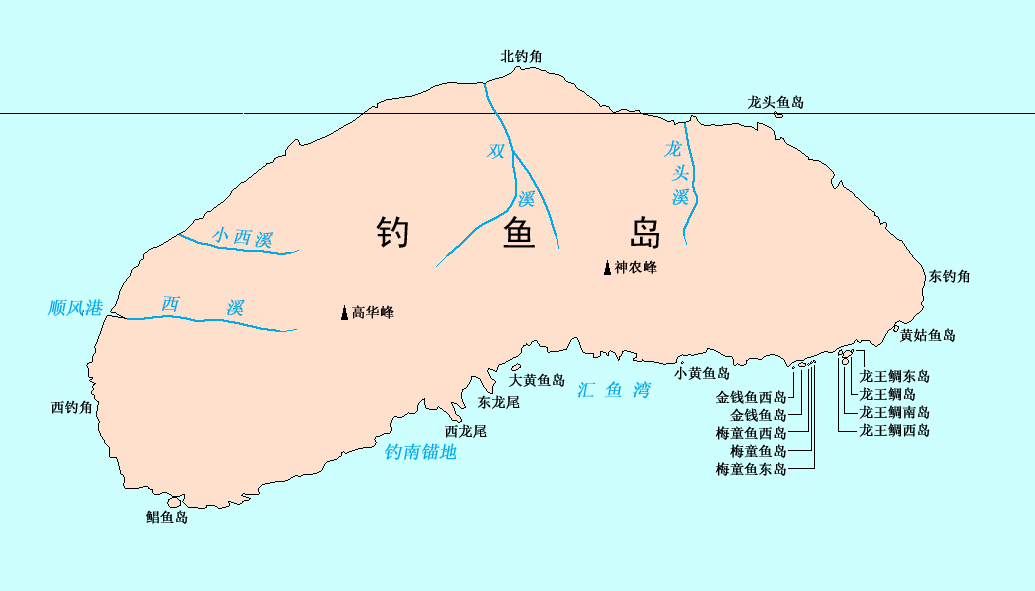
中國官方對釣魚臺主要地形賦予的名稱

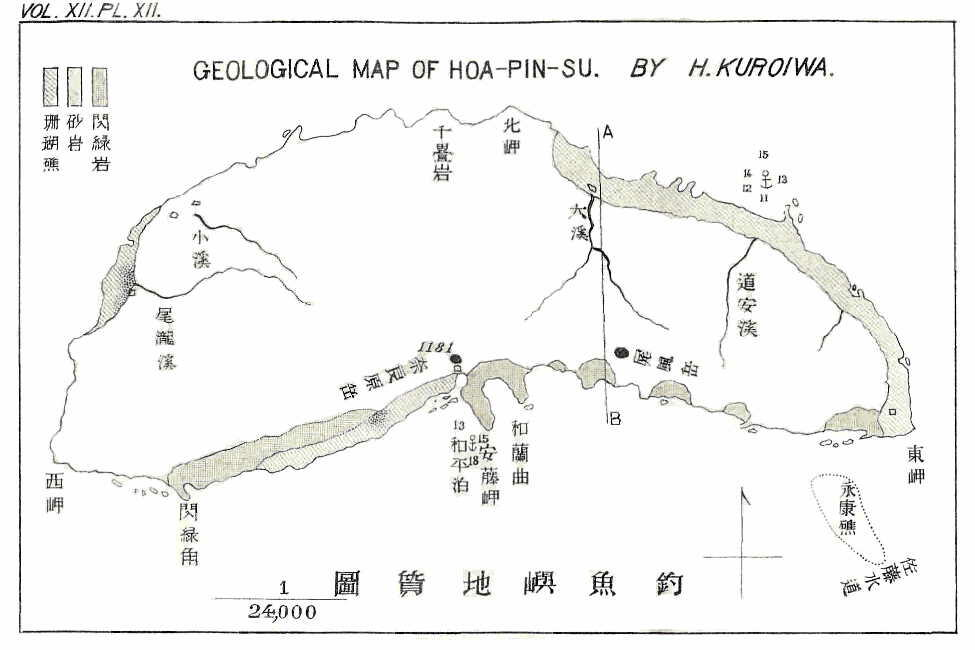
日本博物學家黑岩恒在1900年繪製的釣魚嶼地質圖

釣魚臺是一座位於東海大陸棚的荒島，其絕對位置位於北緯25度44分、東經123度28分上。就相對位置來看，釣魚臺位在臺灣基隆港東偏北約186公里（102海浬）、台灣彭佳嶼正東方約140公里（75海浬）、福建省東引島東偏南約304公里（163海浬）處、浙江省溫州港東南方約356公里（192海浬）、浙江省南麂列島東南方約306公里（164海浬）、福建省福州長樂國際機場東偏南約385公里（208海浬）、沖繩島那霸機場西偏南約417公里（230海浬）、琉球群島石垣機場西北方約170公里（90海浬）、與那國島東北方約150公里（80海浬）和鳩間島北方偏西約146公里（78海浬）。位於釣魚台列嶼西側的釣魚臺周邊海域基本上由於大陸棚的緣故，平均水深約100公尺到150公尺（328英尺到492英尺），而在南端與琉球群島之間則隔著深2,000多公尺的沖繩海槽。
作為釣魚台列嶼中面積最大的島嶼，釣魚臺其外觀略呈現番薯形，東西長約3.5公里、南北寬約1.5公里，整體面積約4.3838平方公里（1,083.3英畝）。島嶼主要由砂岩、珊瑚礁和閃綠岩構成，地勢部分北部較為平坦、到了南側地形則成為陡峭的斷崖結構，島嶼中間則有東西向的中央山脈。其中海拔最高的山峰是位於島嶼中部偏西、高363公尺的高華峰，其他還有位於中部偏東、高320公尺的神農峰，另外還有數座高258公尺到242公尺的山峰，基本上島嶼地形可以視為臺灣北部觀音山與大屯山地質的延伸。島嶼上則分別有4條主要溪流，包括位於島嶼東北部的龍頭溪、位於島嶼北部的雙溪、位於島嶼西部的西溪以及位於島嶼西北部的小西溪。另外在重要的港灣部分則分別有西部的顺风港和南部的汇鱼湾、钓南锚地，重要的海岬则有北钓角、东钓角、西钓角、南钓角，南边还有两个半岛分别是东龙尾和西龙尾，並且整個島嶼有11多公里的珊瑚礁海岸線圍繞著。
| 中國名稱 （中華人民共和國政府於2012年發佈的官方命名） | 日本名稱 （日本地理學家在1900年代的命名） | 位置               |
| ----------------------------------------------------- | ----------------------------------------- | ------------------ |
| 高华峰                                                |                                           | 釣魚台中部偏西     |
| 神农峰                                                |                                           | 釣魚台中部偏東     |
| 东钓角                                                |                                           | 釣魚台東端         |
| 西钓角                                                |                                           | 釣魚台西端         |
| 北钓角                                                |                                           | 釣魚台北端         |
|                                                       |                                           | 釣魚台北端         |
| 南钓角                                                |                                           | 釣魚台南端         |
| 东龙尾                                                |                                           | 釣魚台南           |
| 西龙尾                                                |                                           | 釣魚台南           |
| 龙头溪                                                |                                           | 釣魚台东北         |
| 双溪                                                  |                                           | 釣魚台北           |
| 西溪                                                  |                                           | 釣魚台西           |
| 小西溪                                                |                                           | 釣魚台西北         |
| 顺风港                                                |                                           | 釣魚台西           |
| 汇鱼湾                                                |                                           | 釣魚台南           |
| 钓南锚地                                              |                                           | 釣魚台南，西龍尾西 |
|                                                       |                                           | 釣魚台東南方海面   |
|                                                       |                                           | 釣魚台東南方海面   |

### 生態環境

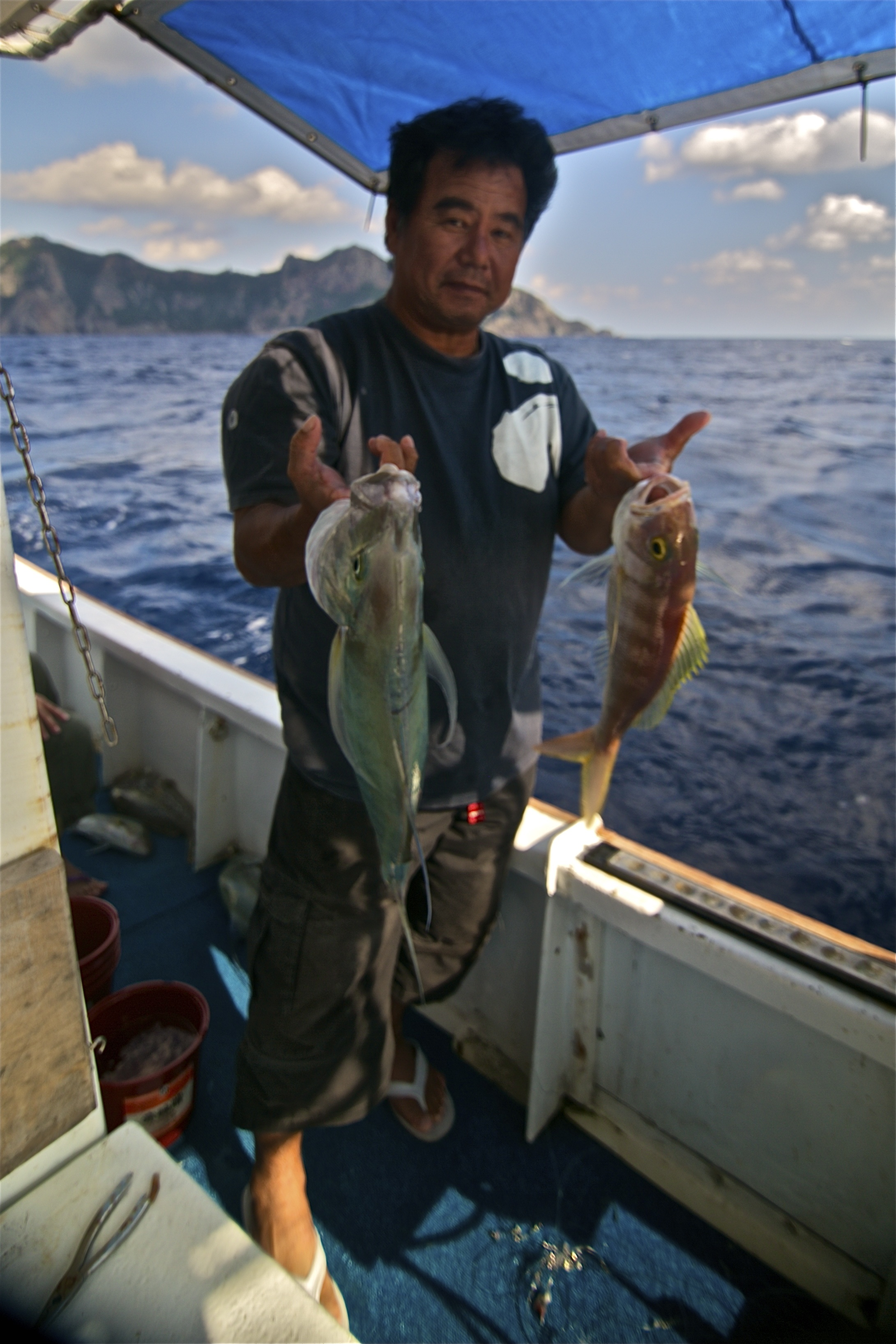
日本漁民展示在釣魚臺周邊海域捕獲的鮮魚。

釣魚臺島上基岩裸露、土層較薄，但是島嶼內仍然有溪流提供淡水，而附近海域也有大量魚群棲息。其中為了適應釣魚臺位於海上強風的自然環境，許多動植物都各自發展成為特有種，這包括有海芙蓉、釣魚台鼴、釣魚島菠萝、黄尾屿龙虾、黄尾屿蜈蚣、釣魚島细辛、尖閣弟切草等動植物。由於島上淡水資源缺乏且無長期存在的淡水水體緣故，使得釣魚臺島上並沒有需兩棲動物棲息。而棲息在釣魚臺的陸上爬行動物有6種，分別有鉛山壁虎、麗紋石龍子和台灣滑蜥3種蜥蜴以及鉤盲蛇、王錦蛇和赤鏈蛇3種蛇類。另外棲息於東海海域的海蛇亞科種類在釣魚臺附近海域上也有觀察紀錄，不過在釣魚臺列嶼上並沒有特有種的爬行動物。
1978年時，日本右翼團體日本青年社在登上釣魚臺的同時，也將作為緊急糧食、由與那國島島民飼養的家山羊帶進島上。後來山羊在釣魚臺上開始快速繁殖，在1991年時根據統計大約有300多隻山羊棲息於釣魚臺南部。然而山羊野生化後大量繁殖也造成了對島嶼植被的破壞，2000年時從衛星影像估計已經有13.59%的土地呈現裸地狀態，到了2006年更成長到30%之譜。由於山羊不斷破壞釣魚臺島上的自然環境並可能造成特有種瀕臨滅絕，石垣市市議會已經批准派遣專人捕捉山羊，但是日本政府方面仍始終沒有明確的對策。

## 爭議

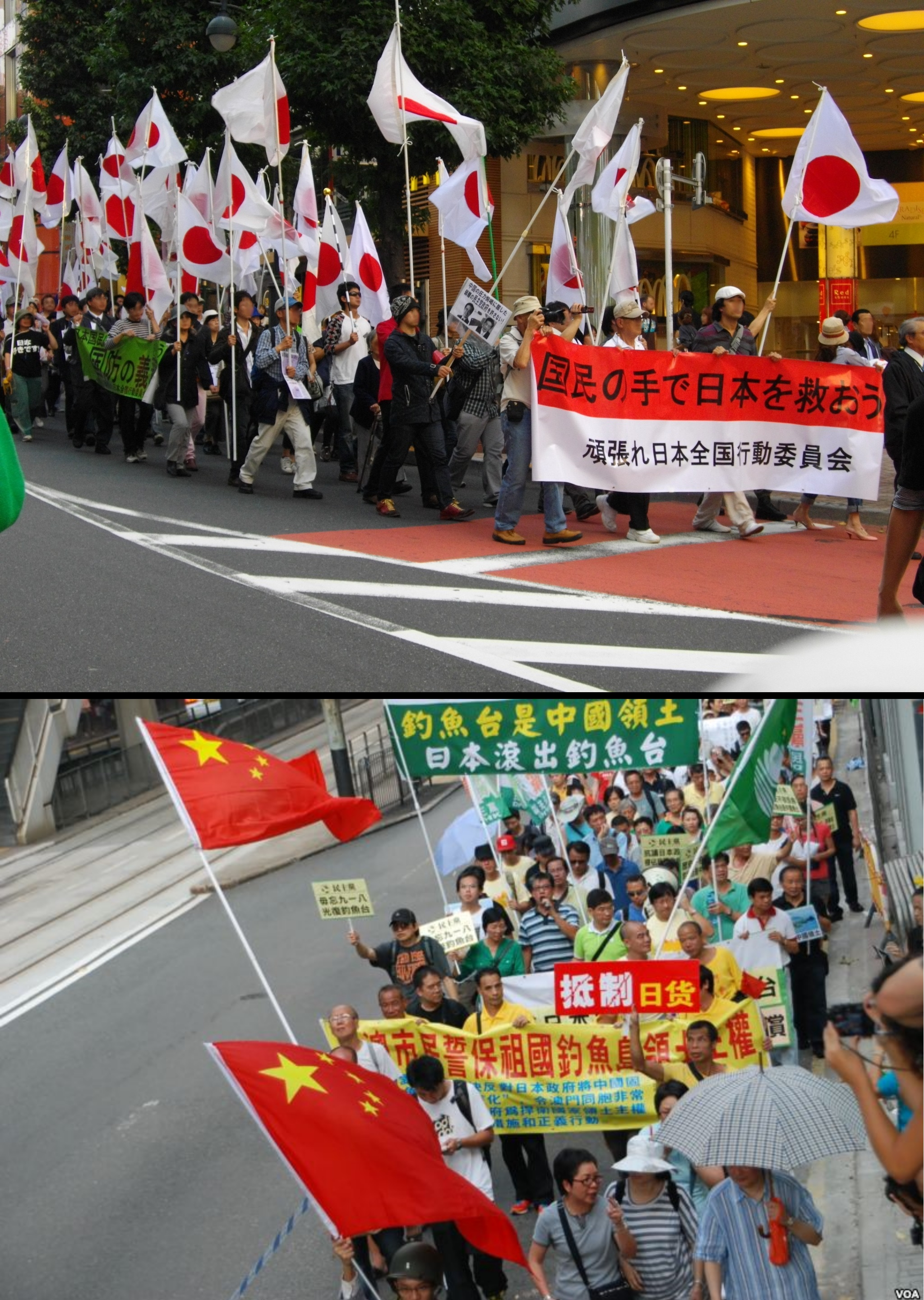
2012年8月，中日兩國民眾在釣魚台國有化事件發生前發起遊行。

從1970年代開始，中華人民共和國與中華民國便開始主張將日本实际控制的釣魚臺列為自身領土，並且進而引起有關海上疆界劃定的爭端。其中中華人民共和國與中華民國認為早在1534年明朝以後，包括釣魚臺在內的島嶼早已經被中國所發現並且劃為中國管理的領土一部分；但之後由於1894年爆發的甲午戰爭以及清朝政府與日本政府隨後簽屬的《馬關條約》緣故，使得在1895年以後作為中國部分領土的釣魚臺列嶼被割讓給日本政府進行管理。而兩者根據《開羅宣言》、《波茨坦公告》以及《舊金山和約》中所提到的「日本的主權必須被限制在本州、北海道、九州和四國以及吾人所決定其他小島之內」內容，日本在第二次世界大戰結束後應該放棄釣魚台列嶼的控制權力並且轉交給中國。
不過儘管中華人民共和國與中華民國所主張的理由十分相似，雙方認為自清朝開始釣魚臺等島嶼便由臺灣府噶瑪蘭廳管轄。但是對於中華人民共和國政府主張釣魚臺以及附屬島嶼之主權要求，為臺灣海峽兩岸政府之責任一事則有許多不同看法。支持雙方共同合作人士主張，中華民國政府應該就維護中華民族之利益而彼此之間有合作默契；反對人士則認為中華人民共和國政府可能會將其視為對於臺灣的統戰手段之一，也意味著變相承認中華人民共和國擁有臺灣的主權，而目前中華民國政府則採取不與中華人民共和國政府合作的立場。
對於中華人民共和國與中華民國所提出的論點，日本政府否認雙方在釣魚臺以及周遭島嶼存在有這些領土糾紛議題，並且表示釣魚臺以及釣魚台列嶼按歷史及國際法均明確屬於日本領土。其中日本認為在1895年1月時，外務省在派人對釣魚臺列嶼多次考察後才認定釣魚臺等島嶼並沒有曾經受到中國統治的跡象，因此當時日本政府便認定該地區為無主土地並且依照國際法先佔原則劃入沖繩縣內。也因此釣魚臺列嶼應該歸屬於琉球群島的一部分而不是因為《馬關條約》而從清朝政府割讓的領土，這意味著釣魚臺列嶼並不適用在《波茨坦公告》與《舊金山和約》中提到領土主權移交的部分，而釣魚台亦不屬於日本需要放棄的臺灣及其附屬島嶼之中。當前日本政府將釣魚臺的行政區劃規劃為沖繩縣石垣市登野城2392番地，但是並不對島嶼上的土地進行開發。
2024年3月，有社交平台專頁引述教師報料指，在當月4日一名香港北區中二跨境生過關時，被中华人民共和国海关总署截查搜出一本由現代教育研究社出版的教科書，書名是《現代智趣中國歷史(第二冊)》，關員撕掉印有中國地圖的一頁，理由是違反中國法律要求，將官方稱呼的「釣魚島」寫為「釣魚台」。
2024年8月9日，日本放送协会下属机构的一名中国籍男子，在直播播报靖国神社遭涂鸦事件时脱离原稿，用中文说出“钓鱼岛是中国领土”并以英文发表“勿忘南京大屠杀”、“勿忘慰安妇”等言论。NHK称此言论为“不当发言”，并寻求解除与此男子的劳务合同。事后，此男子已返回中国。

## 外部連結
中国大陆方面立场
- （简体中文） 钓鱼岛（页面存档备份，存于） - 新华网专题页面
- （简体中文） 钓鱼岛 钓鱼岛是中国的固有领土（页面存档备份，存于） -  中国海洋信息网、中国互联网新闻中心专题网站
- （简体中文） 钓鱼岛是中国的固有领土（页面存档备份，存于） - 中华人民共和国中央人民政府专题页面
- （简体中文） 钓鱼岛问题 - 新华网专题页面
- （简体中文） 中国钓鱼岛数字博物馆 （页面存档备份，存于） - 国家海洋信息中心主办 中国互联网新闻中心承办网站

台湾方面立场
- （繁體中文） 釣魚臺列嶼簡介 - 中華民國內政部网站

日本方面立场
- （日語） http://www.city.ishigaki.okinawa.jp/（页面存档备份，存于） - 石垣市网站
- （日語） http://watchizu.gsi.go.jp/watchizu.html?b=254440&l=1232827（页面存档备份，存于） - 日本国土地理院网站
- （日語） http://www.wul.waseda.ac.jp/kotenseki/html/ru03/ru03_01547/index.html（页面存档备份，存于） - 早稻田大学网站
- （日語） http://www.mofa.go.jp/mofaj/area/senkaku/kenkai.html（页面存档备份，存于） - 日本外务省网站

其他立场
- （英文） ICE Case Studies Diaoyu Islands Dispute
- （英文） INTERNATIONAL  LAW'S UNHELPFUL  ROLE IN THE SENKAKU  ISLANDS（页面存档备份，存于）
- （英文） Senkaku / Diaoyutai Islands（页面存档备份，存于）
- （英文） The Senkaku/Diaoyu Islands Dispute